# Kurskreisel

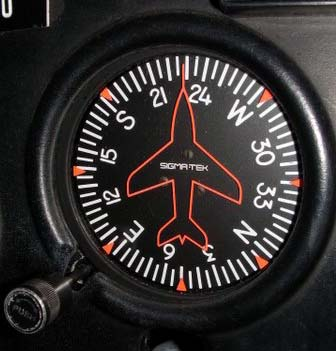
Kurskreisel einer Cessna 172

Der Kurskreisel ist ein in Flugzeugen eingesetztes Kreiselinstrument zur Richtungsmessung.
Im Gegensatz zu dem auf Schiffen verwendeten Kreiselkompass – mit dem er oft verwechselt wird – ist der Kurskreisel kein gefesselter, sondern ein freier Kreisel.
Seine vollkardanisch aufgehängte Achse wird allerdings durch einen Aufrichtmechanismus in einer Ebene gehalten, in der die Längs- und die Querachse des Luftfahrzeugs liegen.  Die Kreiselachse bleibt also immer im rechten Winkel zur Hochachse des Luftfahrzeugs.
Sein Messprinzip beruht auf der Richtungsstabilität der Drehachse des Rotors.
Sie ist umso besser, je größer der Drehimpuls des Kreisels ist, also je größer sein Trägheitsmoment und seine Drehrate sind.
Die Kreiselachse kann manuell auf die Anzeige des Magnetkompasses eingestellt werden.
Der Kreisel zeigt dann den Kurs in der Horizontalebene der Erde an.
Die Winkelskala von Kurskreiseln ist meistens auf 5 Grad geteilt, die Ablesung ist daher auf etwa 1 bis 2 Grad genau möglich.
Bei einer Schräglage des Luftfahrzeugs liegt die Ebene der Kreiselachse nicht mehr parallel zur Horizontebene der Erde.  Das führt dazu, dass die angezeigte Richtung von der tatsächlichen Richtung der Luftfahrzeuglängsachse abweicht.  Bei einem Vollkreis eilt sie der wahren Richtung zweimal voraus, und zweimal bleibt sie hinter ihr zurück.  Dieser Fehler ist der Kardanfehler, er verschwindet mit Beendigung der Schräglage wieder.
Neben diesem Fehler kann der Kurskreisel weiteren Fehlern unterliegen.
Selbst wenn die Kreiselachse sauber ihre Richtung beibehält, so dreht sich doch die Erde unter ihr.
Am Pol sind das 15 Grad pro Stunde.  Bei anderen geografischen Breiten reduziert sich diese Drehrate um den Sinus der Breite.  Speziell am Äquator, also bei der Breite Null, ist der Effekt daher Null.
Es entsteht also  eine scheinbare Drift des Kurskreisels mit dieser Rate.
Der kann aber begegnet werden, indem man den Kreisel durch ein einstellbares Moment um den gleichen Betrag entgegengesetzt präzedieren lässt.  Dafür besitzen Kurskreisel eine Breitenmutter (im Englischen latitude nut), die entlang der Kreiselachse durch Drehung verschoben werden kann. Hierdurch weisen Kreisel diese scheinbare Drift nicht auf, wenn sie korrekt auf die geografische Breite eingestellt sind.  Ungepflegte Kreisel müssen im Fluge jedoch periodisch auf den Magnetkompass nachgestellt werden.
Eine weitere davon unabhängige Drift ist die Transportdrift. Sie ist proportional zur Ost-West-Komponente der Geschwindigkeit und zum Tangens der geografischen Breite. Sie ist identisch mit der Kursänderung bei Bewegungen entlang eines Großkreises.
Solange die Kreiseldrift unter den Spezifikationen bleibt, ist der Kurskreisel trotz seiner einfachen Bauart ein verlässliches Messinstrument der Luftnavigation und eine wichtige Ergänzung zum Magnetkompass. Im Gegensatz zu diesem ist er von dessen Fehlern frei und hat eine ruhigere Anzeige, so dass er sich auch für die Selbststeuerung durch einen Autopiloten eignet.
Den manuellen Abgleich auf den Magnetkompass übernimmt beim Gyrosyn-Kompass eine Automatik, die den Kurskreisel stetig nachführt.